# A szív parancsa
A szív parancsa (eredeti cím: Amor Bravío... Cuando manda el corazón) 2012-es mexikói telenovella, amit Martha Carrillo, Cristina García és Denisse Pfeiffer alkotott. A főbb szerepekben Silvia Navarro, Cristián de la Fuente, Leticia Calderón, César Évora, Flavio Medina és René Strickler látható.
Mexikóban a Las Estrellas mutatta be 2012. március 5-én. Magyarországon elsőként a Story5 tűzte műsorára 2013. április 29-én.

## Történet
|  | Alább a cselekmény részletei következnek! |

Camila és Daniel két megtört szívű lélek, akik pont életük legnehezebb pillanatában találnak egymásra. A lány elveszíti vőlegényét egy autóbalesetben, ezt követően depresszióba esik és bűntudattól szenved. Leutazik bácsikája birtokára, ahol találkozik Alonso Lazcanoval, s kapcsolatuk olyannyira komolyra fordul, hogy megházasodnak. Senki sem sejti azonban, hogy a házasság egy ördögi terv része, melyet Alonso anyja, és szövetségese, Dionisio Ferrer eszeltek ki, hogy a házasságot követően rátehessék Camila mesés örökségére a kezüket, s a La Malquerida birtokot turisztikai központtá alakítsák át. Camila házassága pedig rögvest rémálommá válik, amikor kiderül, hogy Alonso impotens, aki a feleségét okolja mindenért. Camila bácsikája azonban hamar rájön, hogy milyen összeesküvés áldozata lett az unokahúga, s megváltoztatja végrendeletét, melyben az állítólagos újdonsült törvénytelen fiára, Daniel Diaz Acostára hagy mindent. Az öreget ez a tudat annyira megviseli, hogy szívrohamot kap és meghal. Amikor a gonoszok ráébrednek, hogy Camila nem örökölt, rögtön a tettek mezejére lépnek. Hogy eltávolítsák az útból Danielt, aki Chilében él, meg akarják öletni a feleségét Miriamot, aki a támadást követően kómába esik, a gyanút pedig a férfira terelik. Daniel börtönbe kerül, de megszökik onnan. Kipuhatolván a háttérben álló dolgokat egészen Mexikóig jut, hogy megszerezze jogos örökségét és bosszút álljon Camilán, aki szerinte a támadás mögött állt. A legjobb módszernek azt találja, hogy magába bolondítsa és tönkretegye. De persze most is, mint mindig, a szív parancsol.
|  | Itt a vége a cselekmény részletezésének! |

## Szereposztás
| Színész(nő)            | Szerepnév                                                        | | Magyar hang          |
| ---------------------- | ---------------------------------------------------------------- | --- | -------------------- |
| Silvia Navarro         | Camila Monterde Santos de Lazcano Camila Monterde Santos de Díaz | Agustina lánya, Ximena nővére, Luis volt menyasszonya, Alonso felesége majd Daniel felesége                   | Götz Anna            |
| Cristián de la Fuente  | Daniel Díaz Acosta Andrés Duarte                                 | Ágatha és Francisco fia, Miriam majd Camila férje                                                             | Széles Tamás         |
| Leticia Calderón       | Isadora González vda. de Lazcano                                 | Alonso mostohaanyja, Cayetano volt felesége, Dionisio szeretője, Daniel és Camila ellensége                   | Orosz Anna           |
| César Évora            | Dionisio Ferrer Héctor Gutiérrez                                 | Isadora szeretője és bűntársa, Amanda volt férje és Natalia édesapja, Agustina volt férje, Camilába szerelmes | Borbiczki Ferenc     |
| Flavio Medina          | Alonso Lazcano González Alonso Lazcano Sánchez                   | Isadora mostohafia, Chayo biológiai fia, Ximena szeretője, Camila volt férje                                  | Pusztaszeri Kornél   |
| René Strickler         | Mariano Albarrán Mendiola                                        | Rocio és Cayetano fia, Yago és Pablo testvére, Ana édesapja, Miriam barátja majd férje                        | Czvetkó Sándor       |
| Olivia Bucio           | Agustina Santos vda. de Monterde Agustina Santos de Ferrer       | Camila és Ximena édesanyja, Dionisio volt felesége                                                            | Zsurzs Kati          |
| Laura Carmine          | Ximena Díaz Santos                                               | Agustina és Francisco lánya, Daniel és Camila testvére, Alonso szeretője                                      | Vágó Bernadett       |
| Lisset                 | Miriam Farca de Díaz Miriam Farca de Albarrán                    | Abraham testvére, Daniel volt felesége, Mariano felesége és Ana mostohaanyja                                  | Kisfalvi Krisztina   |
| Fernanda Castillo      | Viviana del Valle de Morán Viviana del Valle de Quintana         | Camila legjobb barátnője, Bruno volt felesége, Rafael felesége, Roman nevelőanyja                             | Zsigmond Tamara      |
| Alex Sirvent           | Rafael Quintana                                                  | Aarón testvére, Viviana férje, Roman nevelőapja                                                               | Dányi Krisztián      |
| Alan Estrada           | Aarón Quintana (ál-)Daniel Díaz Acosta                           | Rafael testvére                                                                                               | Joó Gábor            |
| Jose Elías Moreno      | Leoncio Martínez                                                 | Piedad testvére, Luzma nagybátyja                                                                             | Bolla Róbert         |
| María Sorté            | Amanda Jiménez Ulloa de Gutiérrez                                | Héctor volt felesége, Natalia édesanyja, Osvaldo felesége                                                     | Andresz Kati         |
| Luis Gatica            | Hipólito                                                         | Piedad barátja                                                                                                | Katona Zoltán        |
| Yolanda Ventura        | Piedad Martínez de Hernández                                     | Leoncio testvére, Fidencio menyasszonya, Luzma édesanyja                                                      | Zborovszky Andrea    |
| Héctor Sáez            | Osvaldo Becerra                                                  | ügyvéd, Amanda férje                                                                                          | Németh Gábor         |
| Florencia de Saracho   | Natalia Jiménez Natalia Gutiérrez Jiménez                        | Amanda és Héctor lánya, Yago szerelme                                                                         | Sallai Nóra          |
| Ricardo Franco         | Rodolfo Lara                                                     | szerelmes Nataliá-ba                                                                                          | Szrna Krisztián      |
| Alejandro Ruiz         | Anselmo Medrano atya                                             | Baldomero atya utódja                                                                                         | Holl Nándor          |
| Eddy Vilard            | Pablo Albarrán Mendiola Pablo Monterde Mendiola                  | Rocio és Daniel fia, Cayetano mostohafia, Mariano és Yago testvére, Camila unokatestvére, Luzma férje         | Szabó Máté           |
| Mariana Van Rankin     | Luz María "Luzma" Hernández Martínez de Monterde                 | Piedad és Fidencio lánya, Leoncio unokahúga, Pablo felesége                                                   | Nagy Katica          |
| Juan Diego Covarrubias | Yago Albarrán Mendiola                                           | Rocio és Cayetano fia, Mariano és Pablo testvére, Natalia szerelme                                            | Juhász Zoltán        |
| Lorena del Castillo    | Iliana Sodi                                                      | Alberto és Felicia lánya, szerelmes Rodolfó-ba                                                                | Kelemen Kata         |
| José Carlos Ruiz       | Baldomero Lozano atya                                            | pap | Kertész Péter        |
| Magda Guzmán           | Refugio Chávez                                                   | Az Albarrán család dadusa                                                                                     | Kassai Ilona         |
| Rogelio Guerra         | Don Daniel Monterde                                              | Camila nagybátyja, Pablo édesapja                                                                             | Áron László          |
| Liliana Ross           | Ágatha Acosta vda. de Díaz                                       | Daniel édesanyja                                                                                              | Bessenyei Emma       |
| Norma Herrera          | Rocío Mendiola de Albarrán                                       | Cayetano felesége, Mariano Yago és Pablo édesanyja, Ana nagyanyja                                             | Halász Aranka        |
| Valentino Lanús        | Luis del Olmo                                                    | Camila vőlegénye                                                                                              | Zámbori Soma         |
| Tina Romero            | Rosario "Chayo" Sánchez                                          | Alonso édesanyja                                                                                              | Málnay Zsuzsa        |
| Luis Couturier         | Cayetano Albarrán                                                | Rocío férje, Mariano és Yago édesapja, Pablo mostohaapja, Ana nagyapja                                        | Kajtár Róbert        |
| Toño Infante           | Julián Hernández Fidencio Hernández                              | Fidencio ikertestvére, Luzma nagybátyja/Julián ikertestvére, Piedad vőlegénye, Luzma édesapja                 | Albert Gábor         |
| Raymundo Capetillo     | Francisco Javier Díaz Velasco                                    | Daniel és Ximena édesapja                                                                                     | Karsai István        |
| Óscar Traven           | Alberto Sodi                                                     | Felicia férje és Iliana édesapja                                                                              |                      |
| Carlos Embry           | Abraham Farca                                                    | nyomozó, Miriam testvére                                                                                      | Kárpáti Levente      |
| Benjamín Rivero        | Bruno Morán                                                      | Viviana volt férje                                                                                            | Posta Victor         |
| Abril Onyl             | Irene Clara                                                      | Luzma legjobb barátnője, Tolentino-ba szerelmes                                                               | Pintér Mónika        |
| Rubén Zerecero         | Tolentino Cruz                                                   | papnövendék, Luzmába majd Irenébe szerelmes                                                                   | Renácz Zoltán        |
| Jorge Gallegos         | Eleuterio                                                        | Alkalmazott a La Malquerida birtokon                                                                          | Fehérváry Márton     |
| Khiabet Peniche        | Dorotea                                                          | cseléd a La Malquerida birtokon                                                                               | Hábermann Lívia      |
| Sandra Kai             | Teresa Medrano                                                   | ügyvéd, Anselmo atya testvére, Dante barátnője                                                                | Földes Eszter        |
| Carmen Rodríguez       | Felicia de Sodi                                                  | Alberto felesége, Iliana édesanyja                                                                            |                      |
| Alfredo Alfonso        | Estévez                                                          | Üzletkötő akinek Alonso, Dionisio és Isadora el akarja adni a Malquerida-t miután megszerezik Camilától       | Simon Aladár         |
| Diego Soldano          | Dante Barrienta                                                  | Teresa barátja, Daniel legjobb barátja                                                                        |                      |
| Diego Denver           | Andrés Duarte                                                    | Daniel barátja és álneve                                                                                      | Németh Attila István |
| Patricia Conde         | Netty                                                            | |                      |
| Macarena García        | Ana Albarrán                                                     | Mariano lánya                                                                                                 | Boldog Emese         |
| Vicente Herrera        | Omar                                                             | Dionisio alkalmazottja                                                                                        | Hegedűs Miklós       |
| Ricardo Vera           | Comandante Juárez                                                | Rendőr | Lénárt László        |
| Benjamín Islas         | Salomón Morales León                                             | ügyvéd | Dézsy Szabó Gábor    |
| Ramón Valera           | Gastón                                                           | | Kapácsy Miklós       |
| Mariana Díaz Araujo    | Mayalén                                                          | Alkalmazott a Malquerida-n Szerelmes Pabloba                                                                  | Laudon Andrea        |
| Ricardo Gómez          | Román Quintana del Valle                                         | Viviana és Rafael nevelt fia                                                                                  | Boldog Gábor         |
| María Clara Zurita     | Ruth                                                             | Ana anyai nagymamája                                                                                          | Némedi Mari          |
| José Antonio Ferral    | Manuel                                                           | |                      |
| Vicente Fernández      | Önmaga                                                           | |                      |